# Лэндри, Карл
Карл Кристофер Лэндри (англ. Carl Christopher Landry; родился 19 сентября 1983 года в Милуоки, штат Висконсин, США) — американский профессиональный баскетболист. Играл на позиции тяжёлого форварда. Был выбран на драфте НБА 2007 года во втором раунде под общим 31-м номером клубом «Сиэтл Суперсоникс». Его младший брат Маркус также имеет опыт выступлений в НБА.

## Биография
Карл Лэндри родился в Милуоки, штат Висконсин. В отличие от большинства будущих игроков НБА Лэндри не выделялся в баскетболе на школьном уровне. Он не сумел попасть в основную школьную команду и выступал лишь за второй состав. В 2002 году он поступил в Винсеннеский университет в Индиане. Лэндри неплохо проявил себя в университетской баскетбольной команде, в дебютном сезоне набирая 14,7 очков и делая 7,8 подборов, хотя половину сезона он пропустил из-за перелома руки. Во втором сезоне он набирал 19,6 очков, 8,9 подборов и 2,3 блок-шота за игру. По итогам сезона Лэндри был включён в символическую сборную лучших игроков среди учащихся младших колледжей.
В 2004 году Лэндри перевёлся в Университет Пердью. В первом сезоне на новом месте он набирал в среднем за игру 18,2 очков и 7,1 подборов, а по итогам сезона был включён во вторую символическую сборную лучших игроков конференции Big Ten. В конце сезона он повредил колено, а в следующем сезоне усугубил травму, из-за чего решил остаться в колледже на пятый год. Лэндри набирал по 18,9 очков в среднем за игру в своём последнем университетском сезоне и помог команде выйти в турнир NCAA, где она уступила будущим чемпионам из Флоридского университета. По итогам сезона Лэндри был включён в первую сборную лучших игроков конференции.
28 июня 2007 года Карл Лэндри был выбран на драфте НБА во втором раунде под общим 31-м номером командой «Сиэтл Суперсоникс» и в ту же ночь обменян в «Хьюстон Рокетс». Свой первый сезон в НБА Лэндри начал в качестве сменщика Чака Хейза и Луиса Сколы, но приносил немалую пользу своими выходами со скамейки и по итогам сезона был включён во вторую сборную новичков. В своём третьем сезоне за «Рокетс» Лэндри стал шестым игроком команды и набирал в среднем за игру 16,1 очков.
10 февраля 2010 года Лэндри перешёл в «Сакраменто Кингз» в результате трёхсторонней сделки, главной частью которой был обмен Трэйси Макгрэди в «Нью-Йорк Никс». До конца сезона он был основным тяжёлым форвардом «Кингз» и набирал в среднем за игру 18 очков. В следующем сезоне Лэндри потерял место в стартовой пятёрке в связи с приходом Демаркуса Казинса, которого тренер использовал в паре с Самюэлем Далембертом. 23 февраля 2011 года Лэндри обменяли в «Нью-Орлеан Хорнетс» на Маркуса Торнтона. 15 декабря 2011 года ставший свободным агентом Лэндри продлил контракт с «Хорнетс» на один сезон, за который его зарплата составила 9 миллионов долларов.
1 августа 2012 года Лэндри как свободный агент подписал контракт с клубом «Голден Стэйт Уорриорз». Соглашение рассчитано на два года, в каждом из которых зарплата игрока будет составлять четыре миллиона долларов.
7 июля 2013 года Карл Лэндри подписал соглашение с «Сакраменто Кингз».
31 августа 2016 года Лэндри был отчислен из состава «Филадельфии 76».

## Статистика

### Статистика в НБА
| Сезон                                                                                    | Команда      | Регулярный сезон | Регулярный сезон | Регулярный сезон | Регулярный сезон | Регулярный сезон | Регулярный сезон | Регулярный сезон | Регулярный сезон | Регулярный сезон | Регулярный сезон | Регулярный сезон | Серия плей-офф | Серия плей-офф | Серия плей-офф | Серия плей-офф | Серия плей-офф | Серия плей-офф | Серия плей-офф | Серия плей-офф | Серия плей-офф | Серия плей-офф | Серия плей-офф |
| Сезон                                                                                    | Команда      | GP               | GS               | MPG              | FG%              | 3P%              | FT%              | RPG              | APG              | SPG              | BPG              | PPG              | GP             | GS             | MPG            | FG%            | 3P%            | FT%            | RPG            | APG            | SPG            | BPG            | PPG            |
| ---------------------------------------------------------------------------------------- | ------------ | ---------------- | ---------------- | ---------------- | ---------------- | ---------------- | ---------------- | ---------------- | ---------------- | ---------------- | ---------------- | ---------------- | -------------- | -------------- | -------------- | -------------- | -------------- | -------------- | -------------- | -------------- | -------------- | -------------- | -------------- |
| 2007/08                                                                                  | Хьюстон      | 42               | 0                | 16,9             | 61,6             | 0,0              | 66,1             | 4,9              | 0,5              | 0,4              | 0,2              | 8,1              | 6              | 0              | 17,6           | 42,3           | -              | 75,0           | 4,7            | 0,0            | 1,2            | 0,5            | 5,7            |
| 2008/09                                                                                  | Хьюстон      | 69               | 0                | 21,3             | 57,4             | 33,3             | 81,3             | 5,0              | 0,6              | 0,4              | 0,4              | 9,2              | 13             | 0              | 18,4           | 55,7           | 0,0            | 57,6           | 3,9            | 0,2            | 0,3            | 0,4            | 7,5            |
| 2009/10                                                                                  | Хьюстон      | 52               | 1                | 27,2             | 54,7             | -                | 83,9             | 5,5              | 0,8              | 0,5              | 0,9              | 16,1             | Не участвовал  | Не участвовал  | Не участвовал  | Не участвовал  | Не участвовал  | Не участвовал  | Не участвовал  | Не участвовал  | Не участвовал  | Не участвовал  | Не участвовал  |
| 2009/10                                                                                  | Сакраменто   | 28               | 28               | 37,6             | 52,0             | 33,3             | 74,1             | 6,5              | 0,9              | 1,0              | 0,6              | 18,0             | Не участвовал  | Не участвовал  | Не участвовал  | Не участвовал  | Не участвовал  | Не участвовал  | Не участвовал  | Не участвовал  | Не участвовал  | Не участвовал  | Не участвовал  |
| 2010/11                                                                                  | Сакраменто   | 53               | 16               | 26,5             | 49,2             | 0,0              | 72,1             | 4,8              | 0,9              | 0,6              | 0,4              | 11,9             | Не участвовал  | Не участвовал  | Не участвовал  | Не участвовал  | Не участвовал  | Не участвовал  | Не участвовал  | Не участвовал  | Не участвовал  | Не участвовал  | Не участвовал  |
| 2010/11                                                                                  | Нью-Орлеан   | 23               | 10               | 26,2             | 52,7             | 0,0              | 79,5             | 4,1              | 0,6              | 0,4              | 0,5              | 11,8             | 6              | 6              | 35,5           | 45,6           | -              | 91,7           | 5,0            | 1,0            | 0,7            | 0,5            | 15,8           |
| 2011/12                                                                                  | Нью-Орлеан   | 41               | 8                | 24,4             | 50,3             | 0,0              | 79,9             | 5,2              | 0,9              | 0,3              | 0,3              | 12,5             | Не участвовал  | Не участвовал  | Не участвовал  | Не участвовал  | Не участвовал  | Не участвовал  | Не участвовал  | Не участвовал  | Не участвовал  | Не участвовал  | Не участвовал  |
| 2012/13                                                                                  | Голден Стэйт | 81               | 2                | 23,2             | 54,0             | 33,3             | 81,7             | 6,0              | 0,8              | 0,4              | 0,4              | 10,8             | 12             | 3              | 20,5           | 52,0           | -              | 73,1           | 5,2            | 1,4            | 0,6            | 0,2            | 11,8           |
| 2013/14                                                                                  | Сакраменто   | 18               | 1                | 12,9             | 51,7             | -                | 82,4             | 3,2              | 0,3              | 0,2              | 0,1              | 4,2              | Не участвовал  | Не участвовал  | Не участвовал  | Не участвовал  | Не участвовал  | Не участвовал  | Не участвовал  | Не участвовал  | Не участвовал  | Не участвовал  | Не участвовал  |
| 2014/15                                                                                  | Сакраменто   | 70               | 15               | 17,0             | 51,5             | -                | 82,0             | 3,8              | 0,4              | 0,2              | 0,2              | 7,2              | Не участвовал  | Не участвовал  | Не участвовал  | Не участвовал  | Не участвовал  | Не участвовал  | Не участвовал  | Не участвовал  | Не участвовал  | Не участвовал  | Не участвовал  |
| 2015/16                                                                                  | Филадельфия  | 36               | 12               | 15,8             | 55,6             | 46,2             | 73,6             | 4,1              | 0,9              | 0,3              | 0,3              | 9,8              | Не участвовал  | Не участвовал  | Не участвовал  | Не участвовал  | Не участвовал  | Не участвовал  | Не участвовал  | Не участвовал  | Не участвовал  | Не участвовал  | Не участвовал  |
|                                                                                          | Всего        | 513              | 93               | 22,5             | 53,5             | 30,0             | 78,5             | 4,9              | 0,7              | 0,4              | 0,4              | 10,8             | 37             | 9              | 21,7           | 50,4           | 0,0            | 74,5           | 4,6            | 0,7            | 0,6            | 0,4            | 9,9            |
| Наведите курсор мыши на аббревиатуры в заголовке таблицы, чтобы прочесть их расшифровку. |              |                  |                  |                  |                  |                  |                  |                  |                  |                  |                  |                  |                |                |                |                |                |                |                |                |                |                |                |

### Статистика в NCAA
| Сезон | Команда | Conf    | Class | GP | GS | MPG  | FG%  | 3P%  | FT%  | RPG | APG | SPG | BPG | PPG  |
| --- | ------- | ------- | ----- | -- | -- | ---- | ---- | ---- | ---- | --- | --- | --- | --- | ---- |
| 2004/05 | Пердью  | Big Ten | JR    | 25 | 25 | 30,3 | 61,8 | 22,2 | 67,7 | 7,1 | 1,2 | 0,8 | 0,7 | 18,2 |
| 2005/06 | Пердью  | Big Ten | SR    | 5  | 4  | 24,6 | 55,8 | 33,3 | 83,9 | 5,2 | 1,0 | 0,8 | 0,4 | 15,2 |
| 2006/07 | Пердью  | Big Ten | SR    | 34 | 34 | 30,4 | 59,7 | 21,1 | 72,6 | 7,3 | 1,2 | 1,2 | 0,9 | 18,9 |
| Всего | Всего   | Всего   | Всего | 64 | 63 | 29,9 | 60,2 | 23,3 | 71,4 | 7,1 | 1,2 | 1,0 | 0,8 | 18,4 |
| Наведите курсор мыши на аббревиатуры в заголовке таблицы, чтобы прочесть их расшифровку Статистика приведена с сайта sports-reference.com |         |         |       |    |    |      |      |      |      |     |     |     |     |      |

### Статистика в других лигах
| Сезон | Команда                 | Лига  | GP | GS | MPG  | FG%  | 3P%  | FT%  | RPG  | APG | SPG | BPG | PFL | TOV | PPG  |
| --- | ----------------------- | ----- | -- | -- | ---- | ---- | ---- | ---- | ---- | --- | --- | --- | --- | --- | ---- |
| 2017/18 | Цзилинь Нортист Тайгерс | КБА   | 36 | 26 | 34,2 | 59,5 | 32,5 | 81,1 | 11,2 | 1,5 | 1,2 | 0,5 | 2,5 | 2,3 | 26,7 |
| Всего | Всего                   | Всего | 36 | 26 | 34,2 | 59,5 | 32,5 | 81,1 | 11,2 | 1,5 | 1,2 | 0,5 | 2,5 | 2,3 | 26,7 |
| Наведите курсор мыши на аббревиатуры в заголовке таблицы, чтобы прочесть их расшифровку Статистика приведена с сайта basketball.realgm.com |                         |       |    |    |      |      |      |      |      |     |     |     |     |     |      |